# 夏樹りさ
夏樹 りさ（なつき りさ、1983年11月13日 - ）は、日本の元AV女優
東京都出身。趣味:ショッピング 。特技:料理。

## 略歴
- 2003年3月に『恋するMONDAY』でマックス・エー専属女優としてAVデビュー。
- 2003年10月に『イカセ4本番』でMOODYZに移籍しセルデビュー。

## 作品

### アダルトビデオ
- 恋するMONDAY　（2003年3月28日、マックス・エー）
- 幼な妻ってイイかも　（2003年4月25日、マックス・エー）
- Carry Love　（2003年5月30日、マックス・エー）
- 猥褻フルコース　（2003年6月27日、マックス・エー）
- 夏樹りさ放送局　（2003年7月30日（レンタル）／2003年8月22日（セル）、VIP）
- ぶっちゃけ夏だから　（2003年8月22日、VIP）
- もぎたてスイカ　（2003年9月12日、VIP）
- 解放（レンタル）／大解放（セル）　（2003年9月30日（レンタル）／2003年10月17日（セル）、VIP）
- イカセ4本番　（2003年10月15日、MOODYZ）
- 下半身超アップの世界10　（2003年11月15日、MOODYZ）